# Erechim (gemeente)
Erechim is een gemeente in de Braziliaanse deelstaat Rio Grande do Sul. De gemeente telt 103.437 inwoners (schatting 2017).

## Aangrenzende gemeenten
De gemeente grenst aan Aratiba, Áurea, Barão de Cotegipe, Erebango, Gaurama, Getúlio Vargas, Paulo Bento en Três Arroios.

## Verkeer en vervoer
De plaats ligt aan de wegen BR153, BR-480, RS-135, RS-211, RS-331, RS-420 en RS-477.

## Geboren
- Gilmar Rinaldi (1959), voetballer
- Alessandra Ambrosio (1981), model